# Kasachischer Fußballpokal 2017
Der Kasachische Fußballpokal 2017 war die 26. Austragung des Pokalwettbewerbs im Fußball in Kasachstan. Pokalverteidiger war FK Astana.

## Teilnehmende Mannschaften
| Premjer-Liga alle Vereine der Saison 2017 | Erste Liga sieben Vereine der Saison 2017                                                                          | Zweite Liga zwei Vereine der Saison 2017 |
| FK Qairat Almaty (TV) FK Aqtöbe FK Astana FK Atyrau Oqschetpes Kökschetau Aqschajyq Oral Ertis Pawlodar Schachtjor Qaraghandy Tobyl Qostanai Qaisar Qysylorda Ordabassy Schymkent FK Taras | Kaspij Aqtau FK Ekibastus FK Machtaaral FK Qysyl-Schar SK FK Qyran Schymkent FK Altai Semei Schetissu Taldyqorghan | FK Rusajewka Sports School №7            |

## Vorrunde

### Gruppe A
| Pl. | Verein            | Sp. | S | U | N | Tore    | Diff. | Punkte |
| --- | ----------------- | --- | - | - | - | ------- | ----- | ------ |
| 1.  | FK Machtaaral     | 2   | 1 | 1 | 0 | 005:300 | +2    | 04     |
| 2.  | FK Qysyl-Schar SK | 2   | 1 | 1 | 0 | 003:200 | +1    | 04     |
| 3.  | Sports School №7  | 2   | 0 | 0 | 2 | 003:600 | −3    | 0      |

|                                        |   |                   |     |
| 28. März 2017 um 15:00 Uhr in Atakent  |   |                   |     |
| FK Machtaaral                          | – | Sports School №7  | 4:2 |
| 1. April 2017 um 16:00 Uhr in Aqsukent |   |                   |     |
| FK Qysyl-Schar SK                      | – | FK Machtaaral     | 1:1 |
| 4. April 2017 um 15:00 Uhr in Aqsukent |   |                   |     |
| Sports School №7                       | – | FK Qysyl-Schar SK | 1:2 |

### Gruppe B
| Pl. | Verein             | Sp. | S | U | N | Tore    | Diff. | Punkte |
| --- | ------------------ | --- | - | - | - | ------- | ----- | ------ |
| 1.  | FK Qyran Schymkent | 1   | 1 | 0 | 0 | 002:000 | +2    | 03     |
| 2.  | FK Ekibastus       | 1   | 0 | 0 | 1 | 000:200 | −2    | 0      |
| 3.  | FK Altai Semei     | 0   | 0 | 0 | 0 | 000:000 | ±0    | 0      |

|                                         |   |                    |         |
| 29. März 2017 um 15:00 Uhr in Schymkent |   |                    |         |
| FK Ekibastus                            | – | FK Qyran Schymkent | 0:2     |
| 2. April 2017 um 17:00 Uhr              |   |                    |         |
| FK Altai Semei                          | – | FK Ekibastus       | ausgef. |
| 5. April 2017 um 15:00 Uhr              |   |                    |         |
| FK Qyran Schymkent                      | – | FK Altai Semei     | ausgef. |

### Gruppe C
| Pl. | Verein                 | Sp. | S | U | N | Tore    | Diff. | Punkte |
| --- | ---------------------- | --- | - | - | - | ------- | ----- | ------ |
| 1.  | Schetissu Taldyqorghan | 2   | 1 | 1 | 0 | 002:000 | +2    | 04     |
| 2.  | Kaspij Aqtau           | 2   | 0 | 2 | 0 | 001:100 | ±0    | 02     |
| 3.  | FK Rusajewka           | 2   | 0 | 1 | 1 | 001:300 | −2    | 01     |

|                                         |   |                        |     |
| 30. März 2017 um 15:00 Uhr in Schymkent |   |                        |     |
| Kaspij Aqtau                            | – | FK Rusajewka           | 1:0 |
| 3. April 2017 um 15:00 Uhr in Schymkent |   |                        |     |
| Schetissu Taldyqorghan                  | – | Kaspij Aqtau           | 1:0 |
| 6. April 2017 um 14:00 Uhr in Schymkent |   |                        |     |
| FK Rusajewka                            | – | Schetissu Taldyqorghan | 1:2 |

## Achtelfinale
| Datum                   |                        | Ergebnis        |                       |
| ----------------------- | ---------------------- | --------------- | --------------------- |
| 19.04.2017 um 10:00 Uhr | FK Qyran Schymkent     | 1:2             | FK Atyrau             |
| 19.04.2017 um 11:00 Uhr | FK Machtaaral          | 1:4             | Oqschetpes Kökschetau |
| 19.04.2017 um 12:00 Uhr | Schetissu Taldyqorghan | 2:1             | FK Astana             |
| 19.04.2017 um 12:00 Uhr | FK Qysyl-Schar SK      | 0:1             | Ordabassy Schymkent   |
| 19.04.2017 um 13:30 Uhr | Tobyl Qostanai         | 1:2             | Schachtjor Qaraghandy |
| 19.04.2017 um 14:00 Uhr | Aqschajyq Oral         | 0:0 (4:5 i. E.) | FK Aqtöbe             |
| 19.04.2017 um 15:00 Uhr | Ertis Pawlodar         | 3:2 n. V.       | Qaisar Qysylorda      |
| 19.04.2017 um 15:30 Uhr | FK Qairat Almaty       | 2:0             | FK Taras              |

## Viertelfinale
| Datum                   |                        | Ergebnis  |                       |
| ----------------------- | ---------------------- | --------- | --------------------- |
| 10.05.2017 um 13:00 Uhr | Oqschetpes Kökschetau  | 1:2       | Schachtjor Qaraghandy |
| 10.05.2017 um 13:00 Uhr | Schetissu Taldyqorghan | 0:1       | Ordabassy Schymkent   |
| 10.05.2017 um 14:30 Uhr | FK Atyrau              | 1:0 n. V. | FK Aqtöbe             |
| 10.05.2017 um 16:00 Uhr | FK Qairat Almaty       | 2:0       | Ertis Pawlodar        |

## Halbfinale
| Datum      |                     | Ergebnis |                     |
| ---------- | ------------------- | -------- | ------------------- |
| 24.05.2017 | Ordabassy Schymkent | 0:0      | FK Qairat Almaty    |
| 21.06.2017 | FK Qairat Almaty    | 3:1      | Ordabassy Schymkent |
| Gesamt:    | Ordabassy Schymkent | 1:3      | FK Qairat Almaty    |

| Datum      |                       | Ergebnis |                       |
| ---------- | --------------------- | -------- | --------------------- |
| 24.05.2017 | Schachtjor Qaraghandy | 1:0      | FK Atyrau             |
| 21.06.2017 | FK Atyrau             | 3:0      | Schachtjor Qaraghandy |
| Gesamt:    | Schachtjor Qaraghandy | 1:3      | FK Atyrau             |

## Finale
| Paarung          | FK Qairat Almaty – FK Atyrau |
| Ergebnis         | 1:0 (0:0) |
| Datum            | 14. Oktober 2017 um 15:00 Uhr (UTC+5) |
| Stadion          | Zentralstadion, Aqtöbe |
| Zuschauer        | 10.400 |
| Schiedsrichter   | Artyom Kuchin |
| Tore             | 1:0 Gerard Gohou (70.) |
| FK Qairat Almaty | Wladimir Plotnikow – Jeldos Achmetow (65. Alexander Sokolenko), Ghafurschan Süjimbajew, César Arzo, Sheldon Bateau – Ákos Elek, Isael, Magomed Paragulgow (90.+1'. Oibek Baltabajew), Bauyrschan Islamchan, Andrei Arschawin – Gerard Gohou (86. Chuma Anene) Cheftrainer: Carlos Alós Ferrer                            |
| FK Atyrau        | Schassur Narsikulow – Utscha Lobschanidse, Rizwan Ablitarow, Anton Tschitschulin (86. Daurenbek Taschimbetow), Eldar Abdrachmanow – Marat Chairullin, Novica Maksimović, Eduard Sergienko (80. Alischer Sulei), Jovan Đokić – Predrag Sikimić, Wladimir Dwalischwili (80. Shavkat Salomov) Cheftrainer: Kuanysh Kabdulow |
| Platzverweise    | Gerard Gohou (87.) – keine |

## Siegermannschaft
(in Klammern sind die Spiele und Tore angegeben)
| FK Qairat Almaty        | |
| Wappen FK Qairat Almaty | - Tor: Wladimir Plotnikow (3/-), Stas Pokatilow (2/-) - Abwehr: Timur Rudosselski (1/-), Jan Worogowski (4/-), Jeldos Achmetow (4/-), Ghafurschan Süjimbajew (4/-), César Arzo (3/-), Sheldon Bateau (1/-), Alexander Sokolenko (1/-), Žarko Marković (1/-) - Mittelfeld: Oibek Baltabajew (4/-), Michail Bakajew (4/-), Islambek Quat (2/-), Bauyrschan Islamchan (4/1), Isael (4/-), Bauyrschan Turysbek (4/-), Ivo Iličević (4/2), Georgi Schukow (4/1), Ákos Elek (3/-), Jermek Quantajew (1/-) - Angriff: Gerard Gohou (3/3), Magomed Paragulgow (1/-), Chuma Anene (4/-), Andrei Arschawin (4/1) - Trainer: Carlos Alós Ferrer |